# Fábio Gomes
Fábio Gomes da Silva (ur. 4 sierpnia 1983 w Campinas) – brazylijski lekkoatleta, tyczkarz. Czterokrotny mistrz Ameryki Południowej, złoty medalista mistrzostw ibero-amerykańskich, złoty medalista igrzysk panamerykańskich, dwukrotny olimpijczyk (Pekin, Londyn).

## Przebieg kariery
W 1999 roku został brązowym medalistą mistrzostw Ameryki Południowej do lat 20. Rok później zaś zdobył srebrne medale mistrzostw kontynentu w kategorii wiekowej zarówno U18, jak i U20. W 2001 roku zadebiutował w seniorskich mistrzostwach kontynentu, na których zajął 5. miejsce, natomiast rok później był uczestnikiem mistrzostw świata juniorów w Kingston (w finale zajął 12. miejsce). W 2004 roku otrzymał złoty medal mistrzostw ibero-amerykańskich, w następnym roku zaś wywalczył tytuł mistrza Ameryki Południowej. W 2007 roku zdobył jedyny w karierze złoty medal igrzysk panamerykańskich, a także wziął udział w mistrzostwach świata w Osace, na których wywalczył w finałowym etapie zmagań 10. miejsce.
W ramach igrzysk olimpijskich w Pekinie uzyskał wynik 5,45 m w eliminacjach, tym samym zajmując w grupie zawodników 13. miejsce (ex aequo z Spasem Buchałowem) i nie awansując do finału.
W 2011 roku zdobył czwarty i ostatni raz w karierze tytuł mistrza Ameryki Południowej oraz brązowy medal wojskowych światowych igrzysk sportowych. Był również uczestnikiem światowego czempionatu w Daegu, w ramach którego awansował do finału konkursu skoku o tyczce i zajął w nim 8. miejsce. Rok po tych sukcesach powtórnie wystąpił na igrzyskach olimpijskich, w czasie rozgrywanych w Londynie zmagań odpadł w eliminacjach, nie zaliczając żadnej wysokości.

## Osiągnięcia
| Rok     | Zawody                                             | Miasto         | Miejsce | Wynik  |
| ------- | -------------------------------------------------- | -------------- | ------- | ------ |
| 1999    | Mistrzostwa Ameryki Południowej juniorów           | Concepción     | brąz    | 4,75   |
| 2000    | Mistrzostwa Ameryki Południowej juniorów           | São Leopoldo   | srebro  | 5,00   |
| 2000    | Mistrzostwa Ameryki Południowej juniorów młodszych | Bogota         | srebro  | 4,95   |
| 2001    | Mistrzostwa Ameryki Południowej                    | Manaus         | 5.      | 4,80   |
| 2001    | Mistrzostwa Ameryki Południowej juniorów           | Santa Fe       | brąz    | 4,80   |
| 2001    | Mistrzostwa panamerykańskie juniorów               | Santa Fe       | brąz    | 5,15   |
| 2002    | Mistrzostwa świata juniorów                        | Kingston       | 12.     | 5,00   |
| 2002    | Mistrzostwa Ameryki Południowej juniorów           | Belém          | złoto   | 5,10   |
| 2003    | Mistrzostwa Ameryki Południowej                    | Barquisimeto   | 5.      | 5,10   |
| 2004    | Mistrzostwa ibero-amerykańskie                     | Huelva         | złoto   | 5,40   |
| 2005    | Mistrzostwa Ameryki Południowej                    | Cali           | złoto   | 5,40 = |
| 2005    | Uniwersjada                                        | Izmir          | 11.     | 5,20   |
| 2006    | Mistrzostwa ibero-amerykańskie                     | Ponce          | srebro  | 5,65   |
| 2006    | Mistrzostwa Ameryki Południowej                    | Tunja          | brąz    | 5,20   |
| 2007    | Mistrzostwa Ameryki Południowej                    | São Paulo      | złoto   | 5,77   |
| 2007    | Igrzyska panamerykańskie                           | Rio de Janeiro | złoto   | 5,40   |
| 2007    | Mistrzostwa świata                                 | Osaka          | 10.     | 5,76   |
| 2008    | Halowe mistrzostwa świata                          | Walencja       | NH      | N/A    |
| 2008    | Igrzyska olimpijskie                               | Pekin          | 13. H   | 5,45   |
| 2009    | Mistrzostwa Ameryki Południowej                    | Lima           | złoto   | 5,40   |
| 2009    | Mistrzostwa świata                                 | Berlin         | NH      | N/A    |
| 2010    | Mistrzostwa ibero-amerykańskie                     | San Fernando   | srebro  | 5,55   |
| 2011    | Mistrzostwa Ameryki Południowej                    | Buenos Aires   | złoto   | 5,35   |
| 2011    | Światowe wojskowe igrzyska sportowe                | Rio de Janeiro | brąz    | 5,60   |
| 2011    | Mistrzostwa świata                                 | Daegu          | 8.      | 5,65   |
| 2011    | Igrzyska panamerykańskie                           | Guadalajara    | 5.      | 5,40   |
| 2012    | Igrzyska olimpijskie                               | Londyn         | NH      | N/A    |
| 2014    | Mistrzostwa ibero-amerykańskie                     | São Paulo      | NH      | N/A    |
| 2015    | Igrzyska panamerykańskie                           | Toronto        | NH      | N/A    |
| 2015    | Mistrzostwa świata                                 | Pekin          | 17. H   | 5,25   |
| Źródło: |                                                    |                |         |        |

W latach 2005–2014 zdobył także sześć tytułów mistrza Brazylii.

## Rekordy życiowe
Rekord życiowy zawodnika to 5,80 m i został ustanowiony 26 lutego 2011 roku w São Caetano do Sul. Halowy rekord zaś to 5,70 m i został ustanowiony przez tyczkarza 23 lutego 2013 roku w tej samej miejscowości.